# Karl Asplund
Karl Asplund (Jäders socken, 27 aprile 1890 – Stoccolma, 3 aprile 1978) è stato un poeta, scrittore e critico d'arte svedese.

## Biografia
Karl Asplund nacque a Jäders socken, nella provincia del Södermanland, nella Svezia sud-orientale.
La sua carriera scolastica e di studi incluse la laurea a Nyköping nel 1908, i successivi studi di storia dell'arte ad Uppsala, la frequentazione dal 1913 dell'Università di Stoccolma, dove ottenne il dottorato nel 1915, con una dissertazione sull'artista di acquarelli Egron Lundgren.
Come critico d'arte ha collaborato con le riviste Dagens Nyheter (1914-1921) e Svenska Dagbladet (1922-1934). Nel 1916 lavorò nel commercio artistico e si impegnò nella lotta contro la contraffazione d'arte. Negli stessi anni Asplund partecipò al PEN svedese, dalla sua fondazione nel 1922.
Nel 1918 Karl Asplund sposò Astrid Fredriksson, la cui morte precoce a causa della tubercolosi polmonare, nel 1924, segnerà tutta la vita dello scrittore. Henrik Cornell scrisse in un necrologio su Asplund che sua moglie «ha brillato per lui con la gloria celeste e divenne il materiale da costruzione dei suoi sogni e un fondamento vivente e vivificante per la sua vita e poesia, che così ha guadagnato il suo grande valore».
Si affermò come poeta realista negli anni venti con le raccolte Gli eroi (Hjältarna, 1919), in cui si notò l'influenza di Rudyard Kipling; La boa sonora (Klockbojen, 1925); Le ombre (Skuggorna, 1929), ispirate dal mare di Svezia e caratterizzate dai toni suggestivi e talvolta sentenziosi.
Come storico e studioso dell'arte si mise in evidenza con numerose monografie su Anders Zorn (1920-1921), Egron Lundgren (1914-1915), Ivar Arosenius (1928), Nils Dardel (1933), Carl Eldh (1943) e altri.
Si dedicò ampiamente alle traduzioni, particolarmente di lirica francese: Fransk vers ... (1927); Eko (1948); Tricolor (1951); oltre che di poesie inglesi e americane.
Scrisse anche letteratura di viaggio, come Lontano da casa si sta bene ... ma (Borta bra ... , 1932), e di volumi di memorie, tra i quali I posti delle fragole della vita (Livets smultronställen, 1945), Zeffiro e scirocco (Zephyr och sunnan, 1964).
Karl Asplund morì a Stoccolma il 3 aprile 1978.

## Opere

### Poesia
- Gli eroi (Hjältarna, 1919);
- La boa sonora (Klockbojen, 1925);
- Le ombre (Skuggorna, 1929).

### Prosa
- Lontano da casa si sta bene ... ma (Borta bra ... , 1932);
- I posti delle fragole della vita (Livets smultronställen, 1945);
- Zeffiro e scirocco (Zephyr och sunnan, 1964).

### Storia dell'arte
- Anders Zorn (1920-1921);
- Egron Lundgren (1914-1915);
- Ivar Arosenius (1928);
- Nils Dardel (1933);
- Carl Eldh (1943).

### Traduzioni
- Längtans land (The land of heart's desire) (William Butler Yeats, 1924);
- Systrarna Rondoli (Les Sœurs Rondoli) (Guy de Maupassant, 1927);
- Barnets lustgård: dikter (A child's garden of verses) (Robert Louis Stevenson, 1967).